# Багачка (притока Псла)
Бага́чка — річка в Україні, в межах Хорольського та Великобагачанського районів Полтавської області. Права притока Псла (басейн Дніпра).

## Опис
Довжина річки — 11,2 км. Долина глибока (у верхній течії менш глибока). Річище слабозвивисте, у верхів'ї місцями пересихає. Споруджено кілька ставків.

## Розташування
Річка бере початок біля західної частини села Орликівщини. Тече переважно на північний схід і схід, у пригирловій частині — на південний схід. Впадає до Псла на південний схід від смт Велика Багачка. 
На берегах річки розташовані села: Орликівщина, Скибівщина, Кротівщина, а також смт Велика Багачка. 

## Етимологія назви
Назва гідроніма походить від прикметника багатий, утворена за допомогою суфікса здрібнілості -ачк-.